# We Heart It
«We Heart It» — це соціальна мережа, що базується на зображеннях, які надихають. We Heart It описує себе як «Будинок для вашого натхнення» і місце, де можна «Структурувати й поділитися зображеннями, які вам подобаються». Користувачі можуть зберігати (або «лайкати») улюблені картинки, щоб потім ділитися з друзями. Користувачі мають змогу отримати доступ до сайту через веббраузер або We Heart It's iOS, а також через мобільні додатки для Android.

## Історія

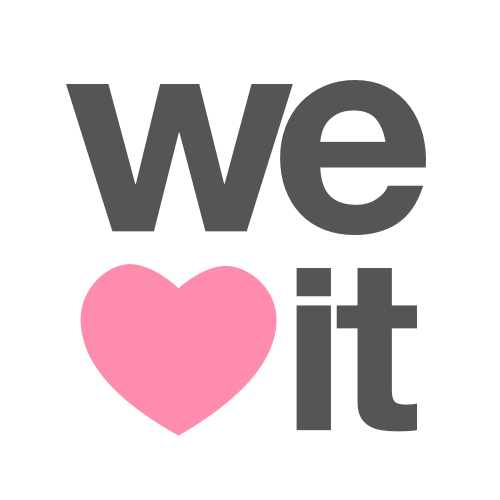
Логотип використовується до 12 грудня 2016 року

We Heart It — була заснована в 2008 році Фабіо Джіліото, який родом з Бразилії. Він почав роботу над сайтом як своїм другорядним проектом, що ґрунтувався на ідеї «вподобаних» фотографій, а також їхньому збереженні для обміну з друзями. Те, що починалося як інструмент для нього та друзів, по суті перетворилося на дещо більше. Коли сайт почав набирати обертів, Фабіо залучив співзасновника Бруно Занше, аби той допоміг зосередитися на інфраструктурі. Ці двоє взяли на себе деяке фінансування, і у 2011 році, в Каліфорнії сайт став акціонерною компанією.

## Бізнес
We Heart It — була зареєстрована у Сполучених Штатах у 2011 році. Штаб-квартира компанії розташована в Сан-Франциско та має команду, яка складається з 25 працівників.
Станом на червень 2013 р., We Heart It зібрала 8 мільйонів доларів США для фінансування Серії A від компанії White Oak та IDG Ventures.
Станом на лютий 2014 р., We Heart It займає 754 позицію рейтингу Alexa traffic rank.
У травні 2014 р. We Heart It випустила рекламу на мобільному додатку.
Станом на січень 2016 р., We Heart It оголосила про партнерство з Popular TV щодо відеоматеріалів.
Станом на червень 2016 р., We Heart It створила стратегічне партнерство з впливовою торговою компанією The Blu Market на чолі зі співвласниками Стівеном Форкошем та співаком з гурту Jonas Brothers — Кевіном Джонасом, сподіваючись залучити більше користувачів і рекламодавців.

## Риси
We Heart It — це візуальна платформа, яка підтримує фотознімки, анімаційні GIF-файли та відео.
Вона пропонує вказівні зображення, онлайн-віджети, а також кнопку-сердечко для користувачів, які хочуть об'єднати We Heart It зі своїм вебсайтом або блогом.
We Heart It відома своєю позитивною спільнотою, оскільки не надає можливостей для коментування. Користувачі почувають тут себе більш комфортно публікуючи вміст, бо він не отримає негативних коментарів, наприклад, як це може бути в інших соціальних мережах.
У грудні 2015 року було випущено супровідний додаток Easel. З Easel користувачі можуть створювати власні зображення з цитатами, фільтрами та кольорами, щоб поділитися ними в We Heart It або інших додатках соціальних мереж.

## Використання
У грудні 2013 року число щомісячних користувачів We Heart It досягло 25 мільйонів. Чотири п'ятих користувачів, що становить понад 25 мільйонів, є молодші 24 років, а понад 70 відсотків становлять жінки. У We Heart It середній вік користувачів — 19 років.
У середньому, користувачі We Heart It проводять понад 16,5 хвилин на сайті за один раз. Користувачі мобільних додатків у середньому відкривають додаток понад 25 разів на місяць.
У березні 2015 року We Heart It представила нову функцію поштової листівки, яка дозволила своїм 30 мільйонам зареєстрованих користувачів надсилати один одному повідомлення з зображеннями.
The Huffington Post називає We Heart It одним з «10 найщасливіших місць в Інтернеті», де можна знайти підтримку або натхнення.
We Heart It була вибрана одною з найкращих додатків Google Play 2013 року та кращим додатком 2015 року.